# Tetrabutylzinn
Tetrabutylzinn (abgekürzt TeBT oder TTBT nach englisch Tetrabutyltin) ist eine chemische Verbindung aus der Gruppe der Zinnorganischen Verbindungen.

## Gewinnung und Darstellung
Tetrabutylzinn kann durch Umsetzung von Zinntetrachlorid mit Butylmagnesiumchlorid, Butyllithium oder direkt über eine Wurtz-Synthese durch Reaktion mit elementarem Natrium und 1-Chlorbutan gewonnen werden.
{\displaystyle \mathrm {SnCl_{4}+\ 4\ BuMgCl\longrightarrow \ SnBu_{4}+\ 4\ MgCl_{2}\ \ \ Bu=n-Butyl} }
{\displaystyle \mathrm {SnCl_{4}+\ 4\ BuLi\longrightarrow \ SnBu_{4}+\ 4\ LiCl} }
{\displaystyle \mathrm {SnCl_{4}+\ 4\ BuCl+8Na\longrightarrow \ SnBu_{4}+\ 8\ NaCl} }

## Eigenschaften
Tetrabutylzinn ist eine farblose Flüssigkeit mit charakteristischem Geruch, die praktisch unlöslich in Wasser ist. Sie hat eine dynamische Viskosität von 4 mPa·s bei 20 °C.

## Verwendung
Tetrabutylzinn ist Ausgangsmaterial von Tributylzinn- und Dibutylzinn-Verbindungen, welche Ausgangsstoffe für eine breite Palette von zinnorganischen Verbindungen sind, die als Stabilisatoren für PVC, Biozide, Fungizide und Antifouling-Mittel verwendet werden.